# Smogorzów (Sainte-Croix)
Pour les articles homonymes, voir Smogorzów.
Smogorzów est une localité polonaise de la gmina de Stopnica, située dans le powiat de Busko en voïvodie de Sainte-Croix.